# Брентфорд
Брентфорд (англ. Brentford) — місто в західному передмісті Лондона, Англія, історичне повітове місто в Міддлсексі і частина лондонського боро Гаунслоу, на впадінні річки Брент в Темзу, у 13 км на південний захід від Чарінг-Кросс. Воно входить до складу Великого Лондона з 1965 року.
В місті розташовані будівлі штаб-квартир різноманітних компаній, які знаменують початок транспортного коридору М4; тут також є дві залізничні станції і станція метро Бостон-Манор на північно-західному кордоні з Ганвелом. На початку 21-го століття у місті була здійснена модернізація і перетворення набережної та мало використовуваних складів і доків  у більш економічно активні магазини, таунхауси і апартаменти, зокрема Брентфорд-Док.

## Історія

### Топоніміка
Назва вперше записана як Breguntford в англо-саксонському статуті 705 року і означає 'переправу через річку Брент'. Назва річки — кельтська і означає 'свята', а суфікс 'форд' (переправа) — давньоанглійський. Переправа найімовірніше була там, де головна дорога перетинала річку. Новий Брентфорд вперше записаний як Newe Braynford 1521 року і був до того знаний як Westbraynford. Старий Брентфорд вперше записаний як Old Braynford 1476 року і був до того знаний як Estbraynford.

### Розвиток міста

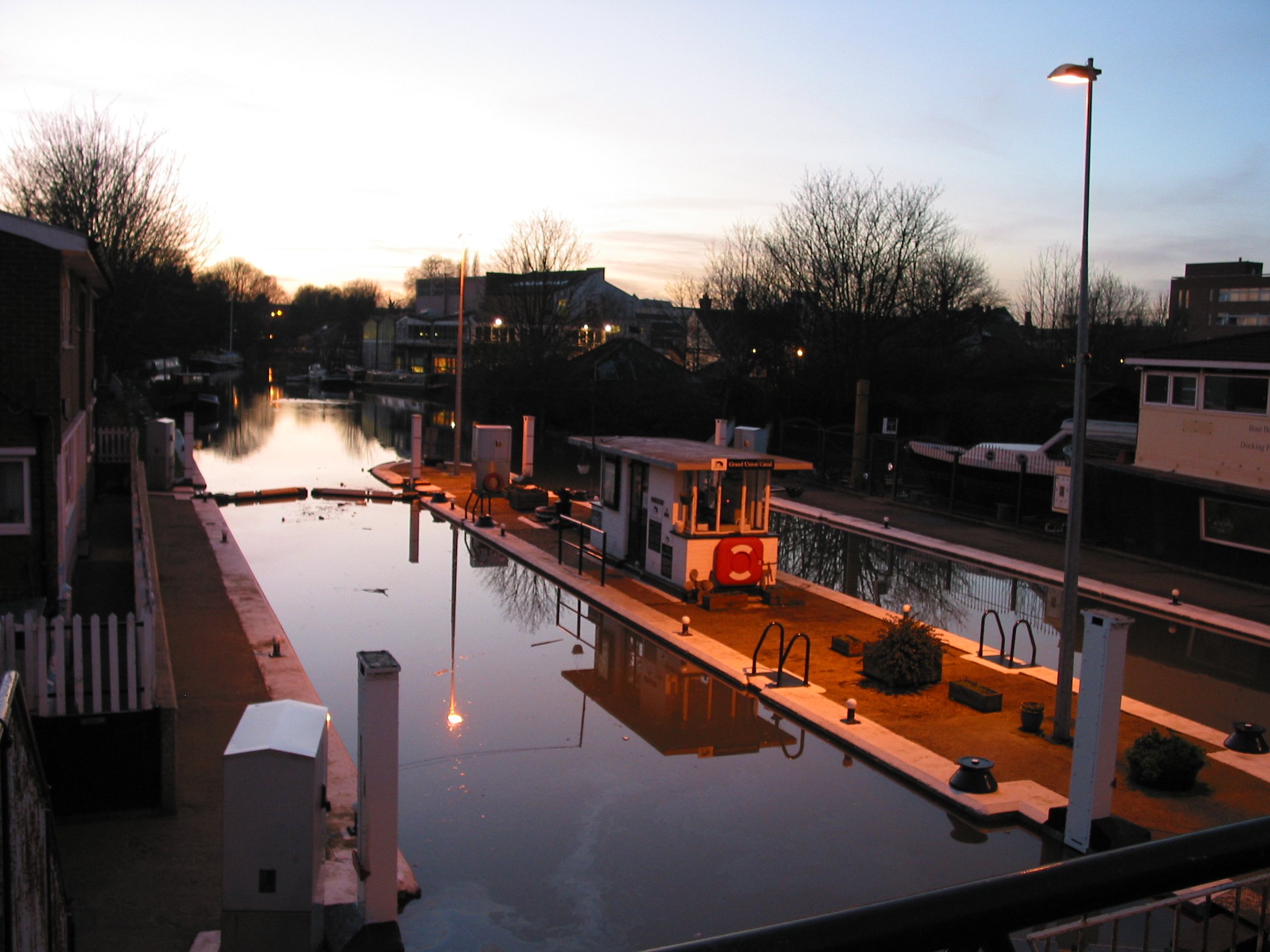
Шлюз Темзи на каналі Гранд-Юніон у Брентфорді.

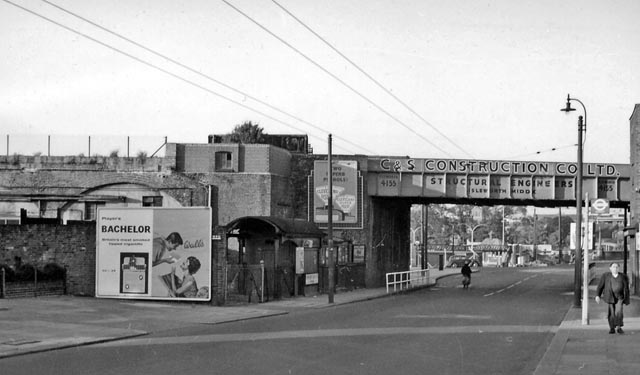
Вигляд колишньої станції залізничної станції Брентфорда у східному напрямку на Брентфорд Хай-стріт. Станція на гілці від Саутхолла до Брентфорд-Доків була ліворуч. Пасажирська станція та сполучення з Саутхолла були закриті 4-го травня 1942 року, але хоча Брентфордський док був закритий у 1964 році, вантажні потяги курсували до Брентфорд Таун Гудз до 7-го грудня 1970 року.

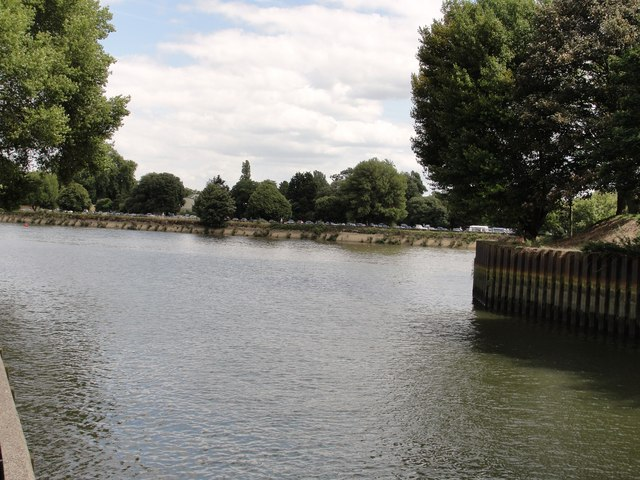
Злиття річок Темзи і Брент у Брентфорді. Фотографія була зроблена з перепрофільованих доків на Брентфорді. На передньому плані -річка Брент, позаду — річка Темза і парковка в К'ю-Гарденс.

Поселення відома до початку давньоримської окупації Британії, а тому його дата заснування передує заснуванню самого Лондона. В та довкола району Брендфорда, відомого як «Стара Англія» розкопано багато доримських артефактів; в різних районах Брантфорда були знайдені кераміка та обпалені кремені Бронзової доби. Якість і кількість артефактів свідчить про те, що Брентфорд був місцем зустрічі доримських племен. Один з відомих артефактів Залізної доби, датований близько 100 р. до н. е.-50 р.н. е. — Брентфордська рогата заглушка — елемент церемоніальної колісниці, яка була частиною колекції місцевого антиквара Томаса Лейтона, а зараз зберігається в Музеї Лондона. Кельтський вузол (Брентфордський вузол) з цього артефакту був скопійований для використання в сучасних ювелірних виробах.
Брентфорд — це перше місце припливної частини річки Темзи, де її колись можна було перейти вбрід пішки (це було ще до днозаглиблення). Частково з цієї причини було висловлено припущення, що Гай Юлій Цезар перетнув Темзу саме тут під час його вторгнення в Британію в 54 році до нашої ери. За його власними записами, він перетнув річку у 130 км від моря, а Брентфорд саме розташований на цій відстані від ймовірного місця його висадки на берег Англії. Він також зазначає, що берег річки, був захищений гострими кілками. При будівництві Брентфорд-Док були виявлені багато таких дубових кілків. Днопоглиблення річки виявило їх так багато, що їх довелося прибирати, оскільки вони являли собою небезпеку для судноплавства. Хоча його опис є переконливим, поки що не знайдено ніяких археологічних доказів, що це дійсно те місце, де Цезар і його армії билася за перетин ріки. Треба також мати на увазі, що точність записів Юлія Цезаря частково страждає на його схильність до прикрашання фактів. Проте, у місті є Брентфордський пам'ятник, висічений з цільного рожевого граніту, де стверджується, що тут сталася документально підтверджена битва між військами Цезаря і Cassivellaunus. Також існують дві інших історично акредитованих битв при Брентфорді — у 1016  і 1642 роках.

### Місцевий ярмарок
Місцевий міський ярмарок, під назвою Брентфордський фестиваль, проводиться в Брентфорді кожен вересень, починаючи з 1900 року.

### Брентфорд-Доку
Будівництво Брентфорд-Доку було розпочато 1855 року , а офіційно відкрито у 1859 році.  Верфі зараз перетворені на  марину і житловий комплекс.

### Родина Хардвік
Відома родина з Брентфорду — архітектурне партнерство батька і сина Хартвіків на межі 18-19-го століття. Томас Хардвік старший (1725—1798) і Томас Хардвік молодший (1752—1829) обидва поховані у старій церкві Святого Лаврентія. Хардвік старший був майстер-каменяр для братів Адамів під час будівництва Сіон-Хаус. Хардвік молодший допомагав в будівлі Сомерсет-Хаус і був відомий своїми проєктами церков у столиці. Він був вихователем Тернера, кому він допоміг почати блискучу кар'єру в мистецтві. І батько, і син зробили багато реконструкцій та перебудов церкви Св. Лаврентія.

### Часова шкала
- 54 до н. е. Брентфорд є ймовірним місцем битви, записаної Юлієм Цезарем, між його військами та військом місцевого короля Кассівеллануса (Cassivellaunus).
- 781 Рада Брентфорда  зробила запис про врегулювання спору між королем Оффою Мерсійським і єпископом Вустера
- 1016 Битва при Брентфорді між завойовником Канутом і Едмундом Залізобоким
- 1431 перенесення Сіонського абатства до Брентфорда з Твікенема
- 1539 знищення Сіонського абатства королем Генріхом VIII
- 1616—1617 у місті жила Покахонтас (ім'я при народженні: «Матоака»), принцеса Памункі, з чоловіком Джоном Рольфом і сином Томасом.
- 1642 Битва при Брентфорді під час англійської Громадянської війни
- 1682 дуже сильний шторм і дощ, супроводжувані громом і блискавками, викликали раптову повінь, яка завдала великої шкоди Брентфорду. Затопило все місто; по вулицях пересувались на човнах, а кілька житлових будинків та інших будівель були віднесені водою.[11]
- 1717 Був заснований «Брентфорд Тернпайк Траст» для утримання дороги між  Кенсінгтоном і Гоунслоу
- 1805 початок діяльності  Гранд Джанкшен канал (пізніше канал Гранд-Юніон)
- 1815—1817 у місті жив Джон Квінсі Адамс, шостий президент США.
- 1841 Брентфорд був знову затоплений, цього разу внаслідок переповнення водосховища Брент та прориву земляної дамби[12]
- 1849 Початок роботи залізниці Гоунслоу-Луп, що в районі Брентфорда мала станції К'ю-Бридж, Брентфорд Централ та Сіон-Лейн.
- 1859 початок функціонування компанії «Велика Західна & Брентфордська залізниця», що з'єднала Брентфорд-Док з головною колією Великої Західної залізниці до Саутхолла.
- 1884 початок роботи станції метро Бостон Манор (тоді  Бостон-Роуд).
- 1889 веслувальний клуб у пошуках зимових видів спорту заснував футбольний клуб «Брентфорд».
- 30 травня 1925 — Велика Західна Дорога офіційно відкрита королем Георгом V. Пізніше ділянка довкола Брентфорда стала знана як «Золота миля», коли багато заводів перебазувалися туди, щоб скористатися хорошими транспортними шляхами.
- 1 січня 1929 року — Гранд-Джанкшн канал куплений Реджентс-канал і злився з іншими каналами, щоб сформувати канал Гранд-Юніон.
- 1965 відкриття естакади на автомагістралі М4

Дорога, відома зараз як Брентфорд Хай-Стріт, служила головною дорогою на південний захід Британії протягом багатьох сторіч, і навіть зараз, автомагістраль М4 і Велика Західна дорога проходять у 1,5 км на північ від початкової головної дорого через Брентфорд.

## Місцеве самоврядування
Брентфорд розвивався навколо давнього кордону між парафіями Ілінг і Ханвелл. Він був розділений між приходами Старий Брентфорд на сході в Ілінгу і Новий Брентфорд в Ханвеллі на заході. Старий Брентфорд був значно більшим.
Новий Брентфорд був вперше описаний як повітове місто Міддлсексу в 1789 р., оскільки це було місце виборів лицарів графства (або членів парламенту) з 1701 р. В 1795 році Новий Брентфорд (як було тоді) «вважався повітовим містом; але там не було ні ратуші, ні іншої громадської будівлі», що викликало подив, який залишається і донині.
Боро Гоунслоу було утворене 1965 р. згідно з Актом Лондонського урядування 1963 року, в результаті злиття колишніх міських районів Брентфорд і Чизвик, Фелтем та Хестон і Айлворт (який мав статус боро, як і Брентфорд і Чизвик) Міддлсексу.

## Економіка
- Allianz Cornhill Animal Health
- Best Foods [Архівовано 22 вересня 2017 у Wayback Machine.], імпортер та дистриб'ютор харчових продуктів
- Barratt Homes
- Brompton Bicycle (штаб-квартира), виробник складаних велосипедів
- Carillion
- Datapoint (штаб-квартира)
- GlaxoSmithKline (штаб-квартира)[16]
- Global Blue (раніше Global Refund) Global Blue
- EMC (лондонський офіс)
- E.M.Tool Designs (Ltd) (штаб-квартира)
- Heidelberg Graphic Equipment Ltd. (дочірнє підприємство Heidelberger Druckmaschinen AG)[17]
- JCDecaux UK[18]
- Kraft Foods International (ЄС)
- Mapmechanics — GIS firm[19]
- Miniweb
- Sega Europe (штаб-квартира)[20]
- Sky
- Tie Rack Corporate Neckwear
- WorleyParsons (лондонський офіс)
- Brentford Lock West[21]

## Пам'ятки

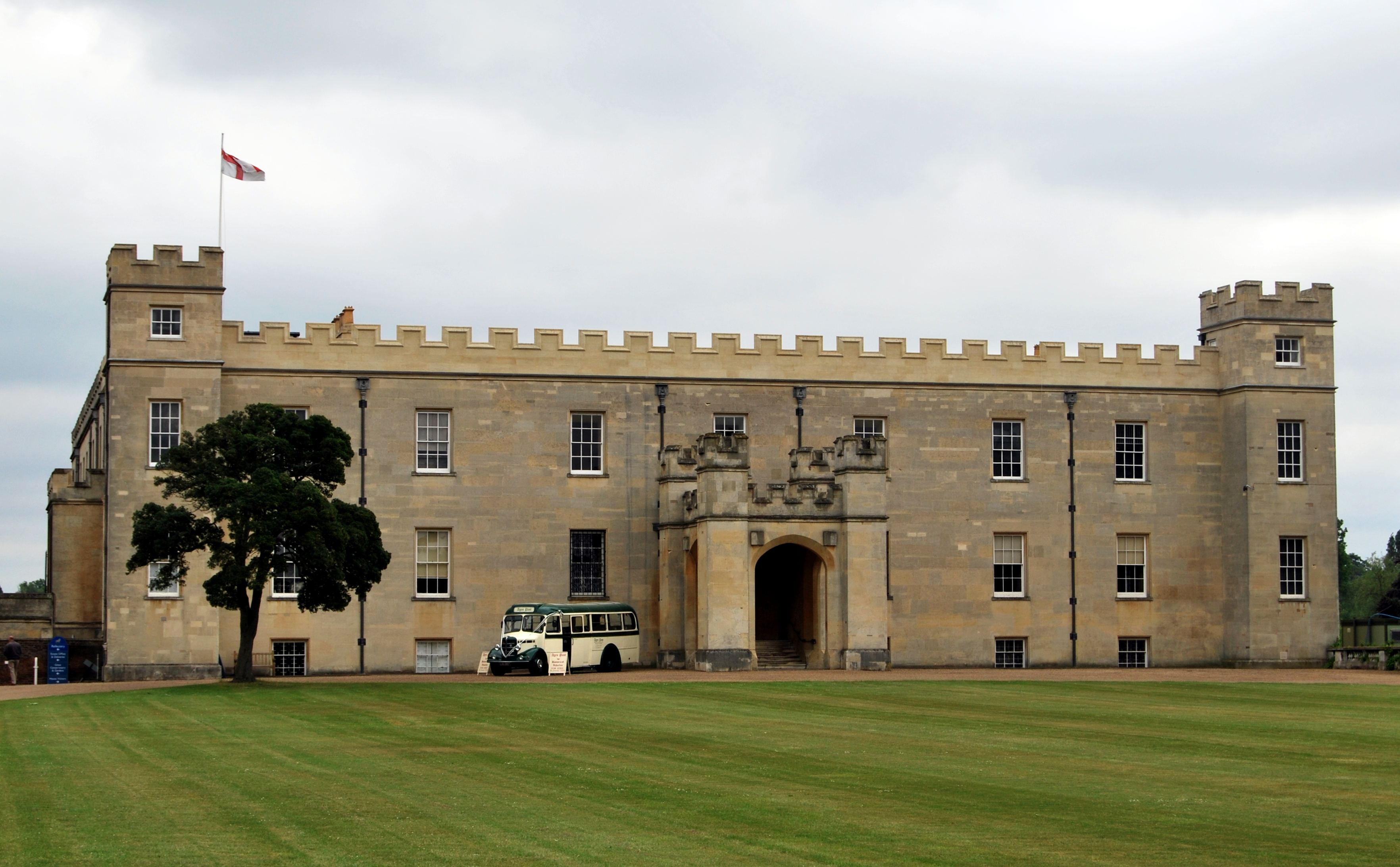
Сіон-Хаус

### Сіон-Хаус
Сіон-Хаус, лондонська резиденція герцога Нортумберленда, — це великий маєток і парк. Деякі з його сезонно болотистих земель тепер є заповідником. В маєтку є готель (Хілтон Лондон Сіон Парк), туристичний центр і садовий центр.
Сіонське абатство, знесене і замінене (з переробленими воротами) новим особняком, в Середні століття мало найбільшу монастирську церкву в Англії.
Розташування Сіонського абатства в парку було невідоме до археологічних досліджень на території у 2003 році (для телесеріалу «Time Team»); у 2004 році були виявлені фундаменти монастирської церкви. Вона була більшою, ніж Вестмінстерське абатство зараз, але наземних споруд не вціліло.
Лондонський будинок метеликів в Сіонському парку був інсектарієм, схожим на велику оранжерею, що містить метеликовий зоопарк. Відвідувачі могли побачити метеликів, що літають, годування і вихід з лялечок. Там теж була колонією великих мурах (разом з метеликами), невеликий вольєр тропічних птахів і невелика галерея рептилій, амфібій, комах і павуків. Договір оренди ділянки закінчився в жовтні 2007 року, і будинок метеликів закритий.

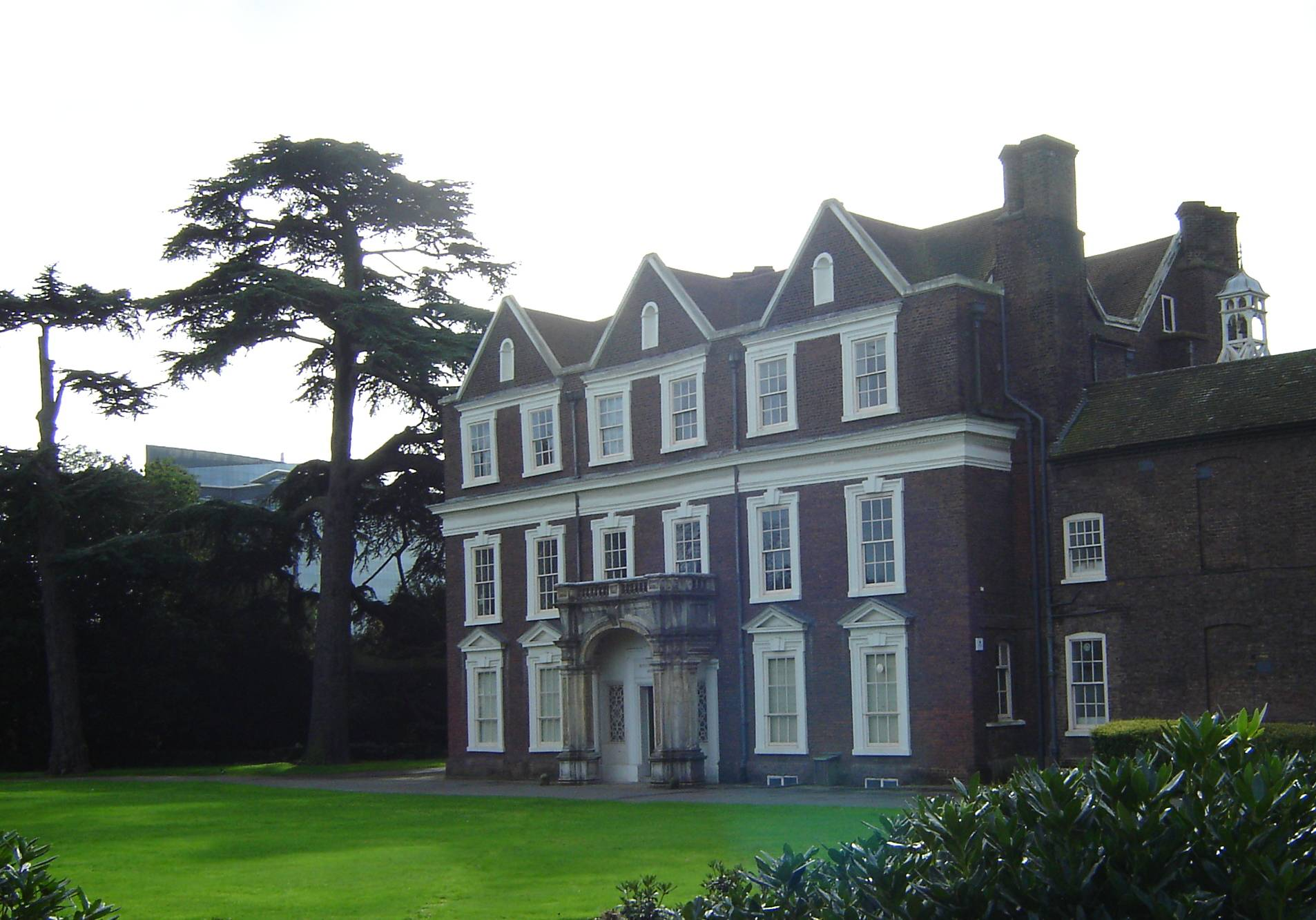
Фасад Бостон-Хаус

В Сіонському парковому будинку (знесений в 1953 році, не плутати з самим Сіон-Хаус) колись була «Академія Сіон Парк», де поет Персі Біші Шеллі виховувався у віці від 10 до 12 року, перш ніж перейти до Ітону. Зараз там депо Королівської Пошти. Ймовірно тут також жила Покахонтас під час її перебування у Брентфорді 1616–17 рр.

### Брентфордський монумент

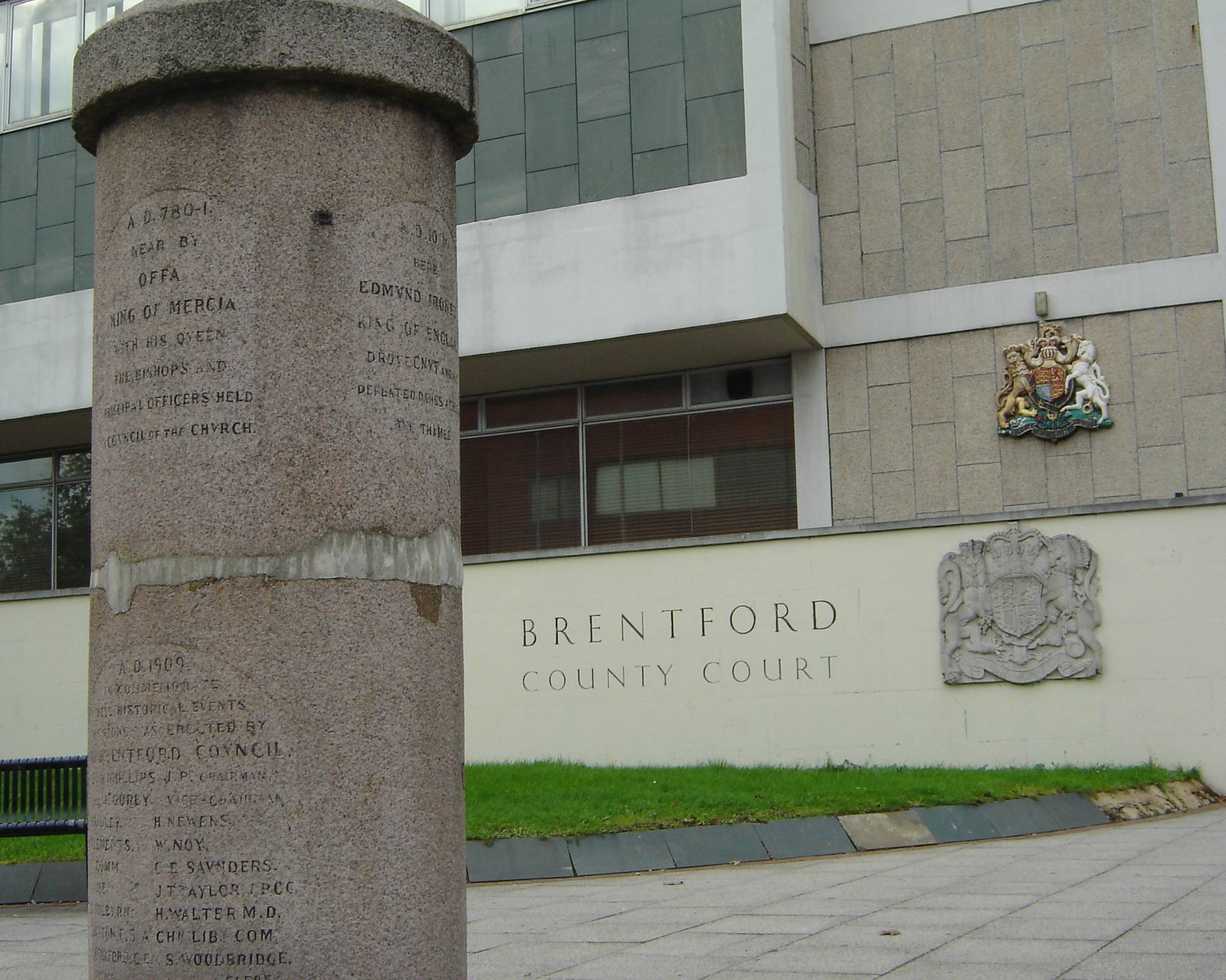
Монумент відзначає чотири головні події в історії міста.

У 1909 році був встановлений монумент, зроблений з двох кам'яних стовпів, які використовувались як основа ліхтарів на старому Брентфордському мосту через канал Гранд-Юніон. Монумент присвячений чотирьом великим подіям в історії Брентфорда: ймовірному перетину Темзи Юлієм Цезарем у 54 р. до н. е.; Брентфордській раді короля Оффи Мерсійського в 781 р.; поразці король Канута Великого від короля Едмунда Залізнобокого в першій битві при Брентфорді у 1016 році; і другій битві при Брентфорді в 1642 році.

### Церква Святого Павла

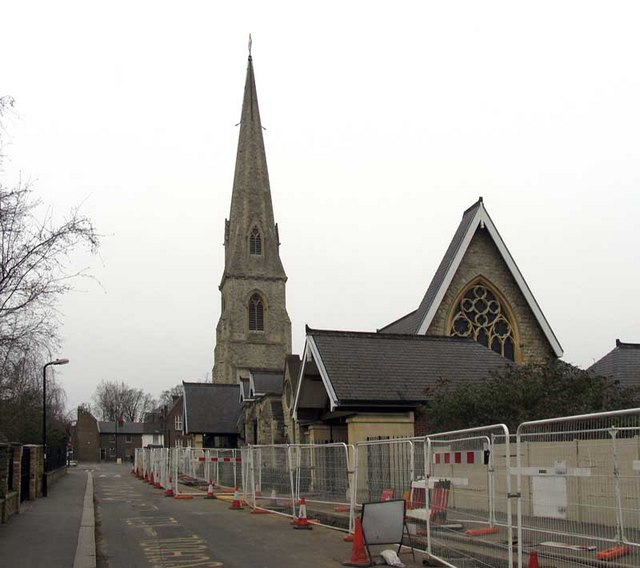
Церква Святого Павла

Побудована в 1868 році з кентського вапняку, церква Святого Павла є однією з двох нинішніх англіканських парафіяльних церков міста та його пам'ятка — її шпиль добре видно звідусіль. Архітектором церкви був Г.Френсіс. У 1959 і 1961 роках відповідно парафії церков Святого Георгія і Святого Лаврентія були приєднані до парафії церкви святого Павла.
Всередині церкви є картина місцевого художника Йоганна Цоффані «Остання вечеря Христа». Її спочатку планували встановити в церкві Святої Анни у К'ю, але місцеві мешканці були проти, і тому в 1887 році її встановили церкві святого Георга. Коли той храм був закритий у 1959 році, картина була перенесена на своє нинішнє місце у церкві святого Павла.

### Церква Святої Віри
Друга англіканська парафіяльна церква Брентфорда — церква Святої Віри, — це порівняно недавня будівля, побудована в 1906-7 роках. Її спроєктували у неоготичному стилі Дж. Ф.Бодлі і Д.Дж. Харе.

### Церква святого Лаврентія

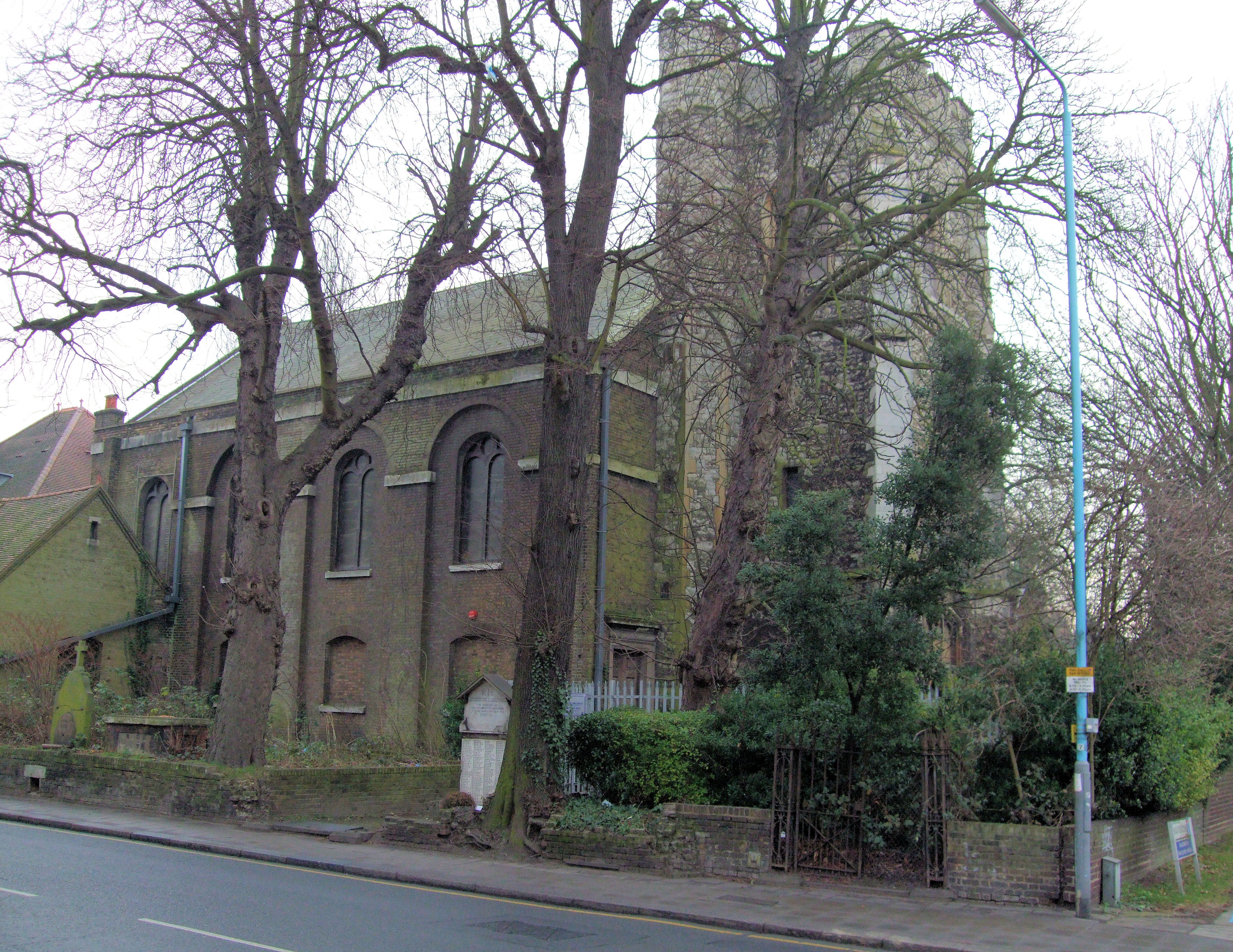
Покинута церква святого Лаврентія

На місці колишньої брентфордської парафіяльної церкви Святого Лаврентія церква існувала  з 12-го століття; вежа поточної будівлі датується 15 століттям, а інша частина церкви була перебудована в 1764 році з цегли.  В церкві є ряд цікавих монументів, в тому числі присвячений Морісу де Берклі від 1189 року, який був похований у первісній церкві. Церква була закрита в 1961 році і монументи прибрали, а прихід був об'єднаний з церквою Святого Павла. Церква перебуває в занедбаному стані вже понад півстоліття. Поруч з церквою стояв військовий меморіал до 2009 року, коли він був переміщений до Брентфордської бібліотеки.

### Церква святого Івана Богослова
Церква, відкрита в 1866 році, була побудована для ірландських робітників залізничного будівництва, архітектором по імені Джекман.

### Церква святого Георгія
На цьому місці 1762 року була побудована неосвячена каплиця на кошти від підписки 57 видатних жителів міста; раніше прихід був частиною Ілінгу. Стара каплиця була зруйнована в 1886 році і в кінцевому підсумку її замінили на сучасну будівлю, яку спроєктував А. В. Блумфілд. Картина «Таємна вечеря» Цоффані була перенесена в новий храм. Він був закритий в 1959 році і використовувався як будинок Музичного музею з 1963 року, поки музей переїхав у нове приміщення. Зараз (2017 р.) церква перетворена на квартири.

### На периферії
Музей Ганнерсбери-Парк знаходиться в будинку Ганнерсбери і містить артефакти і колишні меблі з родини Ротшильдів, які були культурно і фінансово видатним у Франції, Німеччини, Нідерландах, Сполученому Королівстві і Північній Америці.
Королівські ботанічні сади в К'ю видимі з висотних будівель, що підіймаються над містом і частини будівель середньої висоти.
У барі «The Weir», раніше «The White Horse», художник Вільям Тернер жив один рік у віці десяти років і вважається, що його інтерес до живопису виник там. Пізніше він жив у Айлворті і Твікенемі.

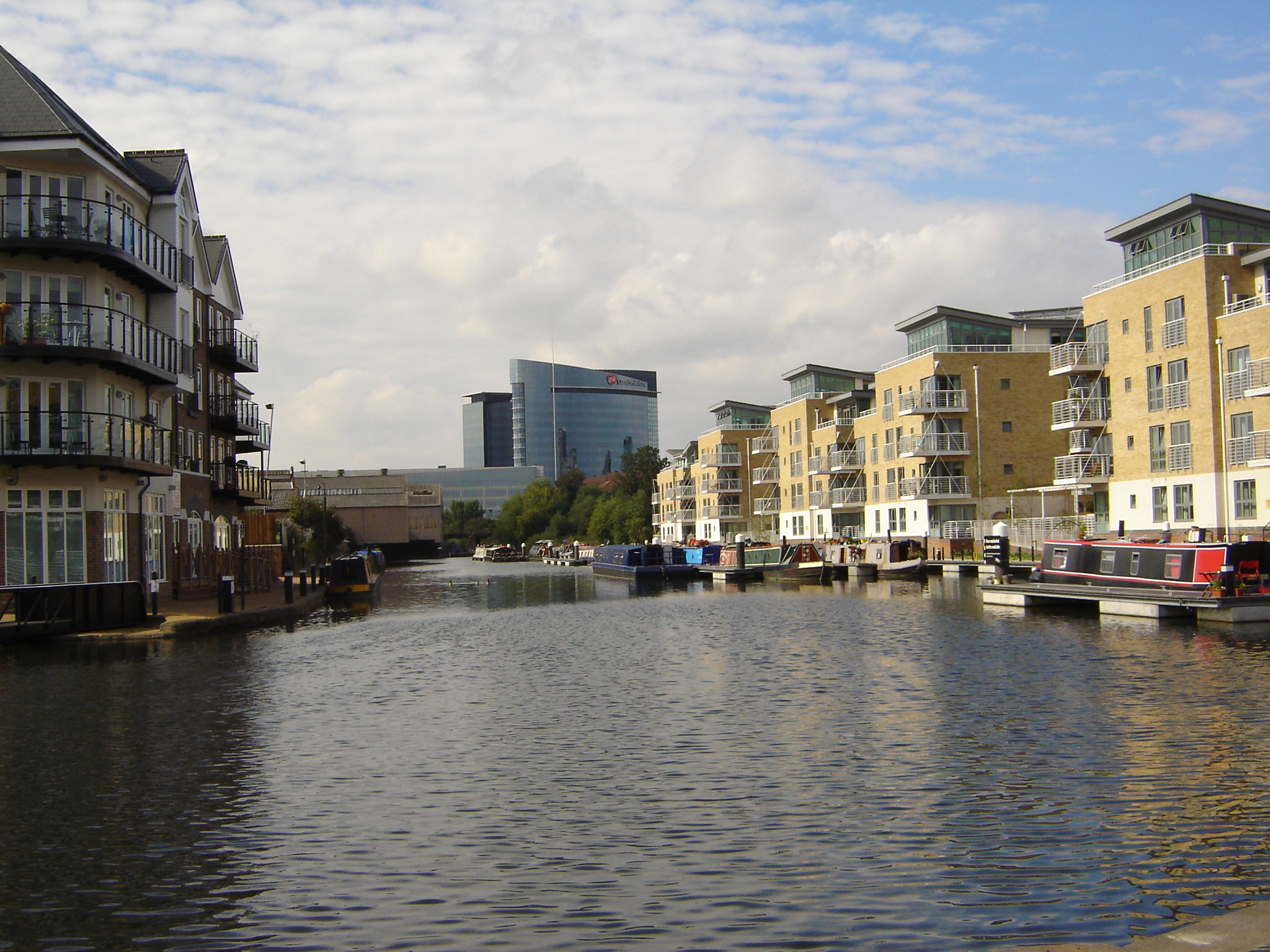
Пул Брентфорд Лок з новими будівлями і будинок GlaxoSmithKline позаду

Брентфорд-Док спочатку був вантажною станцією Великої Західної залізниці. Його побудовано між 1855 і 1859 роками на місці злиття річок Темзи і Брент за проєктом Ісамбарда Кіндома Брунеля. Гілку від Великої Західної залізниці від Саутхолла до станції Брентфорд-Док було побудовано для полегшення процесу передачі вантажу від ліхтерів та барж на Темзі в обслугованих залізницею напрямків у західній частині країни. Док був перебудований в житлові приміщення з початку 1970-х і залишилось мало індустріальної археології. Однак, Док-Роад досі зберігає частину оригінального віялового візерунка бруківки.
Багатоквартині будинки Брентфорд-Док (спочатку Маєток Тайбер) були побудовані поряд з раніше важливими об'єктами транспортної інфраструктури, оскільки Брентфорд є кінцем каналу Гранд-Юніон (колись Гранд-Джанкшн). Канал все ще використовується для приватних і туристичних подорожей.

### Інші

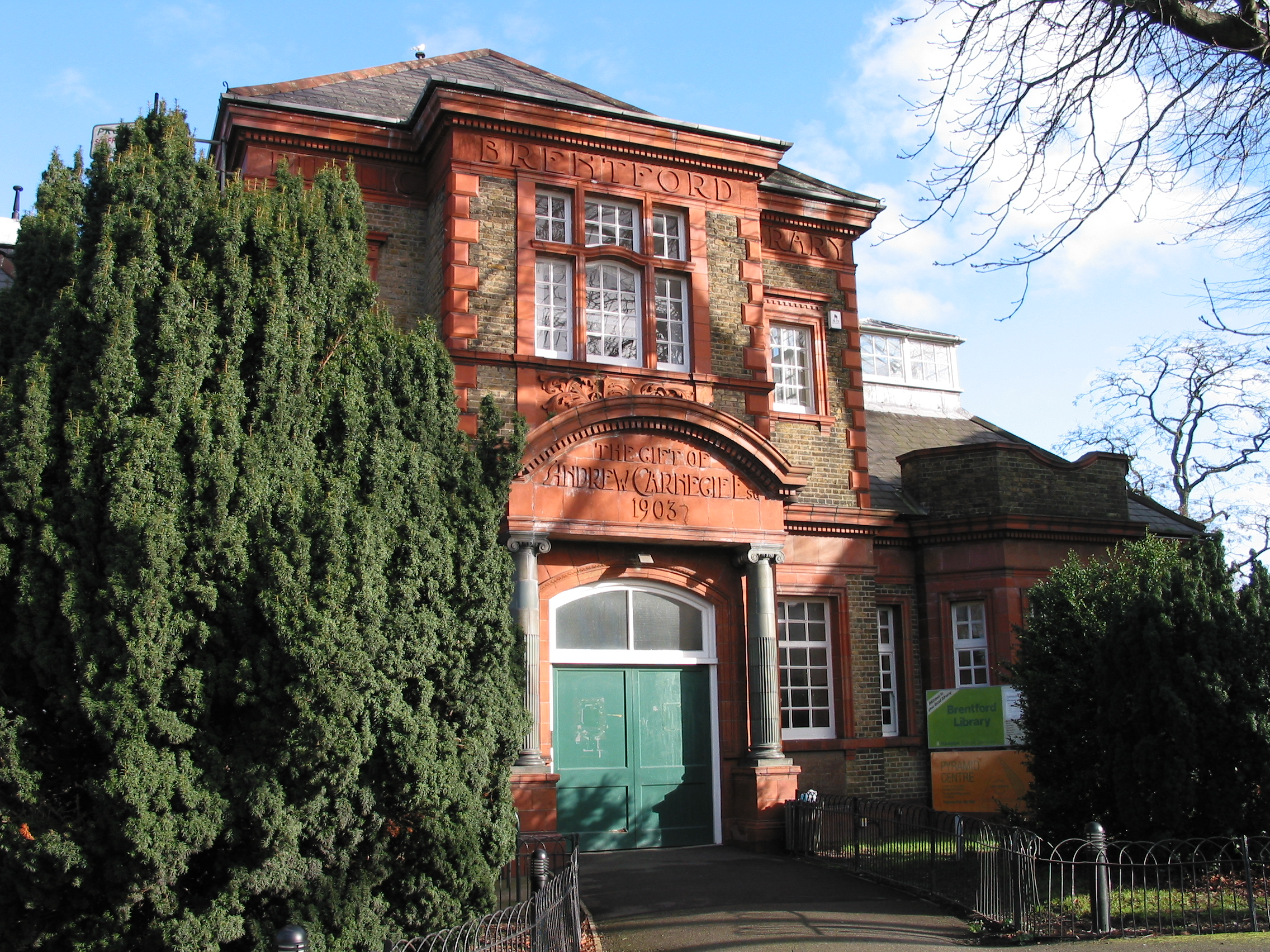
Брентфордська публічна бібліотека

Брентфордську публічну бібліотеку — бібліотеку Карнеґі, побудовано за проєктом архітектора Новелла Парра і відкрито у 1904 році. Біля бібліотеки знаходиться Брентфорд військовий меморіал у супроводі трьох невеликих військових меморіалів.
Брентфордські лазні (1896), також проєкту архітектора Новелл Парра, є зразком пізньої вікторіанської архітектури та їх внесено до переліку історичних будівель і пам'яток Англії II класу.
В Лондонському музеї води і пари є найбільший в світі робочий балковий двигун, а його вузька кубоїдна вежа є емблемою міста.
В Музичному музеї є велика колекція механічних музичних інструментів, таких як піаноли і орган Вурлітцера.

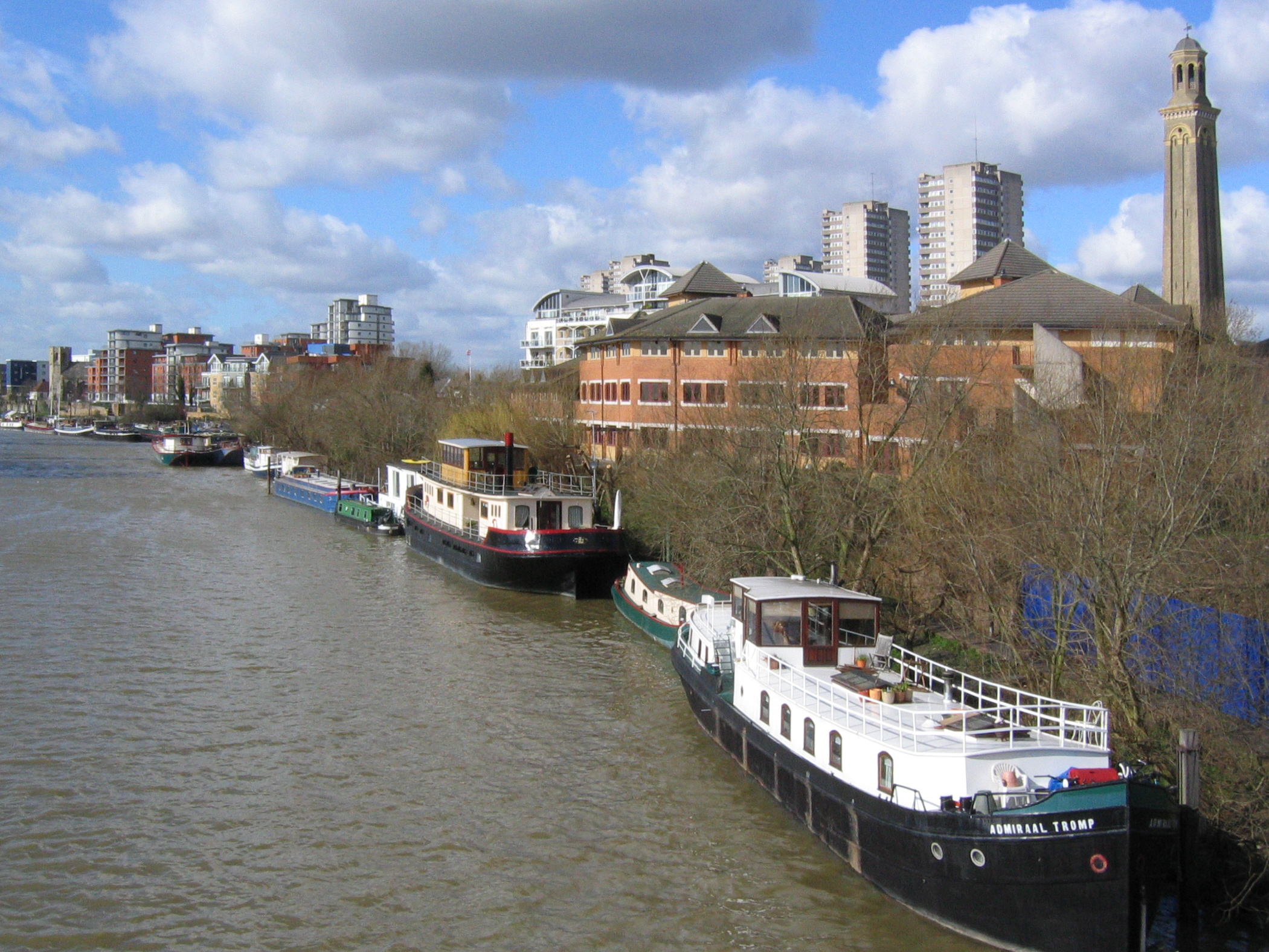
Плавучі будинки на Темзі в Брентфорді, вид від мосту К'ю

Маєток Баттс, георгіанська площа і пов'язана заповідна зона, містить кілька включених до переліку будівель II класу, деякі з яких датуються 1680.

## Спорт
Гріффін Парк є домівкою для ФК «Брентфорд» і резерву ФК «Челсі».
ФК «Брентфорд» — професійний англійський футбольний клуб, що базується в Брентфорді в Гаунслоу. Він був заснований 1889 року членами вже неіснуючого Брентфордського веслувального клубу і грає свої домашні матчі в Гріффін-парку, своєму домашньому стадіоні, з 1904 року. Клуб має давнє суперництво з найближчим сусідом ФК «Фулгем».

## Транспорт
Станції метро:
- Нортфілдс
- Бостон-Менор
- Південний Ілінг
- Ганнерсбурі (також частина London Overground)

Залізничні станції:
- Брентфорд
- К'ю-Брідж
- Сіон-Лейн

## У популярній культурі
Брентфорд згадується у кількох випадках у романі Олдоса Гакслі 1932 року «Прекрасний новий світ». Поміщена у Лондон 2540 року (632 п. Ф.—"після Форда"— у книзі), ця впливова антиутопія передбачає зміни до репродуктивної технології, навчання уві сні, психологічні маніпуляції, а також класичне навіювання, які об'єднані, щоб глибоко змінити суспільство.
Ситком BBC Three «People Just Do Nothing» розташований в та довкола Брентфорда.
«Брентфордська трилогія» (англ. The Brentford Trilogy), серія «неправдоподібно фантастичних» романів Роберта Ренкіна, з гумором  розповідає хроніку життя двох молодих нероб-п'яничок, Джима Пулі і Джона Омаллі, які протистоять силам темряви в околицях західної частини Лондона, як правило, із залученням великої кількості пива з їх улюбленого пабу «The Flying Swan».

## Подальше читання
- Edward Walford (1883), Brentford, Greater London, London: Cassell & Co., OCLC 3009761